# Silvânia Costa de Oliveira
Silvânia Costa de Oliveira es una atleta paralímpica brasileña con discapacidad visual. Representó a Brasil en los Juegos Paralímpicos de Verano 2016 en Río de Janeiro y ganó la medalla de oro en la prueba de salto de longitud femenino en la categoría T11. 
Costa tiene una discapacidad visual desde los 10 años de edad. Sus tres hermanos también tienen discapacidad visual. Su hermano Ricardo Costa de Oliveira es también deportista paralímpico; ganó una medalla en los Juegos Paralímpicos de 2016: la medalla de oro en la prueba de salto de longitud masculino en la misma categoría.

## Carrera deportiva
Debido a un problema con su visado, casi se perdió el Campeonato Mundial de Atletismo Paralímpico de 2015, celebrado en Doha, pero finalmente logró llegar a la capital de Catar. En el evento venció a su compatriota Lorena Salvatini Spoladore y a la sueca Viktoria Karlsson con un salto de 5.04 m, lo que le valió la medalla de oro.
Se convirtió en medallista paralímpica de salto de longitud T11 en 2016 en los Juegos Paralímpicos de Río con un salto de 4,98  m, derrotando a la marfileña Brigitte Diasso (4,89  m) y la brasileña Salvatini Spoladore (4,71  m). En 2017, fundó el Instituto Silvania Oliveira, una organización con sede en su ciudad natal que ayuda a los niños a alejarse de la vida callejera practicando atletismo.
Costa de Oliveira es la actual poseedora del récord mundial en el salto de longitud T11 con 5,46  m, un salto realizado en São Paulo en 2016.

## Palmarés deportivo
| Representando a Brasil | Representando a Brasil                      | Representando a Brasil | Representando a Brasil | Representando a Brasil           | Representando a Brasil | Representando a Brasil |
| Año                    | Evento                                      | Lugar                  | País                   | Resultado                        | Prueba                 | Marca                  |
| ---------------------- | ------------------------------------------- | ---------------------- | ---------------------- | -------------------------------- | ---------------------- | ---------------------- |
| 2015                   | Campeonato Mundial de Atletismo Paralímpico | Doha                   | Catar                  | Medalla de oro                   | Salto de longitud      | 5.04                   |
| 2015                   | Juegos Parapanamericanos                    | Toronto                | Canadá                 | Medalla de oro, Juegos Olímpicos | Salto de longitud      |                        |
| 2016                   | Juegos Paralímpicos                         | Río de Janeiro         | Brasil                 | Medalla de oro, América          | Salto de longitud      | 4.98                   |